# Лейшойш (футбольний клуб)
«Лейшойш» (порт. Leixões Sport Club) — португальський футбольний клуб з міста Матозіньюш, заснований 1907 року. Виступає у Сегунда-Лізі Португалії. Домашні матчі проводить на стадіоні «Естадіо до Мар», який вміщує 6 798 глядачів.

## Історія
Футбольний клуб «Лейшойш» було засновано в 1907 році, що робить його одним з найстаріших з нині діючих клубів Португалії. В 1961 році команда здобула свій єдиний трофей, здолавши у фіналі Кубку Португалії «Порту» з рахунком 2-0. Перемога в кубку країни дала змогу команді виступати у Кубку володарів кубків 1961-62, де «Лейшойш» у чверть-фіналі програв команді «Карл Цейс» із загальним рахунком 4-2.
У вищому дивізіоні клуб вперше зіграв в сезоні 1959-60. Свого найкращого результату в Чемпіонат Португалії з футболу «Лейшойш» досяг в сезоні 1962-63, коли зайняв 5-те місце, на 12 очок відставши від чемпіона — «Бенфіки». З 1959 року команда безперервно грала в Прімейра-Лізі, доки не покинула її в сезоні 1976-77. З того часу, за виключенням сезону 1988-89, «Лейшойш» не потрапляв до еліти аж до 2007 року.
В 2002 році «Лейшойш» переміг «Брагу» на виїзді з рахунком 3-1 і вдруге вийшов у фінал Кубку Португалії. Це був перший випадок, коли представник третього дивізіону дістався фіналу. У фіналі «Лейшойш» з рахунком 1-0 програв «Спортінгу» — чемпіону Португалії того сезону.

## Досягнення
Кубок Португалії
- Володар (1): 1960-61
- Фіналіст (1): 2001-02